# Hogan Park
Hogan Park – stadion piłkarski w Limerick, w Irlandii. Obiekt może pomieścić 2000 widzów. Obecnie na tym stadionie żadna drużyna nie rozgrywa spotkań. Wcześniej na tym obiekcie grał zespół Limerick F.C.